# Théâtre Sorano
Le théâtre Sorano est une salle de spectacles situé au 35 allées Jules-Guesde à Toulouse (Haute-Garonne).
Créée en 1964 par Maurice Sarrazin dans l’ancien auditorium du Muséum d’Histoire Naturelle de Toulouse, elle est initialement destinée à accueillir le Centre dramatique national du Sud-Ouest fondé par Charles Dullin en 1945, jusqu'alors installé au Grenier de Toulouse. Son nom est un hommage à Daniel Sorano (1920-1962), célèbre acteur toulousain et ami de Maurice Sarazzin. 
Avec une capacité d’accueil de 430 places, le lieu est dirigé aujourd'hui par Karine Chapert. Sa programmation est centrée sur la jeune création. 

## Histoire

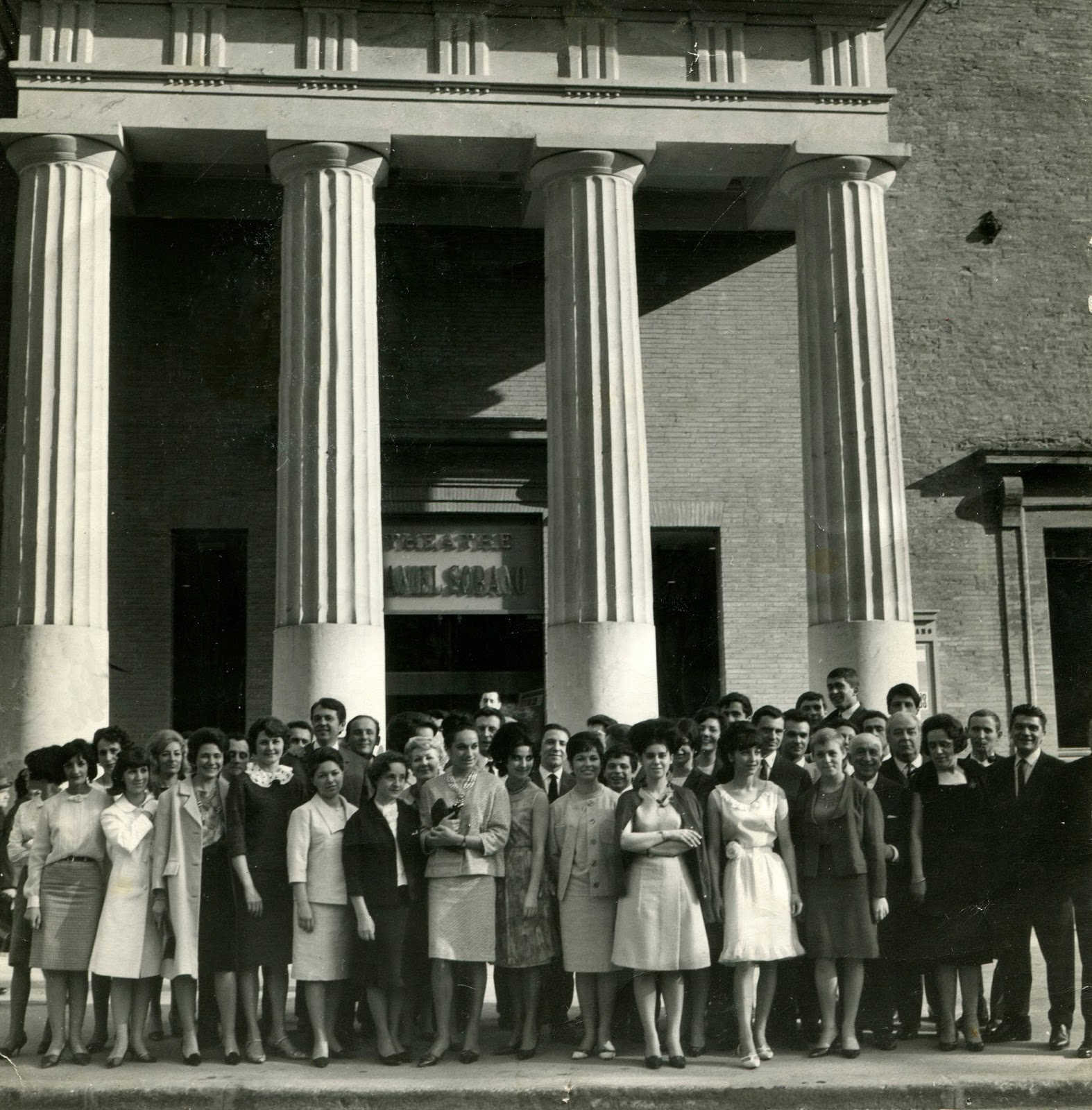
Ouverture en 1964

En 1964, Maurice Sarrazin, metteur en scène, comédien et fondateur de la compagnie du Grenier de Toulouse, inaugure le théâtre Sorano, quatrième théâtre ouvert dans le cadre de la politique de décentralisation amorcée par Jeanne Laurent à la fin de la Seconde Guerre mondiale. Aménagé dans l’ancien auditorium du Muséum d’Histoire naturelle de Toulouse, le théâtre Sorano conserve donc la façade et le portique créés par Urbain Vitry au XIXe siècle. Durant cette période, la troupe du Grenier avait trouvé grâce à ce théâtre, un point d’attache et un véritable foyer pour ses activités.
Jusqu’en 1997 et l’inauguration du (TNT) Théâtre national de Toulouse, le théâtre Sorano demeure le Centre dramatique national de Toulouse. Fermé pendant deux ans, c’est en 2000 que Maurice Sarrazin est nommé directeur du théâtre Sorano avec l’association « Caligari Production », responsable de la gestion du théâtre.
En septembre 2003, le metteur en scène Didier Carette est nommé à la tête du théâtre Sorano avec le groupe Ex-Abrupto.  
En 2011, la direction provisoire du théâtre est assurée par Pascal Papini de juillet à décembre, jusqu’à ce que la mairie de Toulouse décide de créer une nouvelle structure montée en régie municipale et composée des théâtres Sorano et Jules-Julien. Dorénavant, le théâtre Sorano propose une programmation pluridisciplinaire.  
En janvier 2011, Ghislaine Gouby, ex-directrice de la Scène nationale de Mâcon et du festival Bancs publics prend la direction du théâtre. Elle aborde le mélange des genres dans sa programmation. Elle y propose du théâtre, mais aussi de la musique et de la poésie. 
En mai 2016, les théâtres Sorano et Jules Julien reprennent leur indépendance. Sébastien Bournac, metteur en scène de la compagnie Tabula Rasa, devient le directeur du Sorano. Il y initie notamment le festival Supernova, un festival jeune création qui a lieu chaque année au mois de novembre. Ce temps fort vise à mettre en avant des compagnies émergentes et des formes théâtrales nouvelles et engagées.  
En janvier 2025, Karine Chapert, qui travaille au sein du théâtre depuis plus de vingt ans, en reprend la direction. Son projet porte une grande attention à la jeune création et à l’émergence artistique. 

## Bâtiment
La façade en brique et le portique, œuvres d'Urbain Vitry datant du deuxième quart du XIXe siècle, ont été inscrits au titre des monuments historiques le 16 mai 1979.